# Epiphryne
Epiphryne là một chi bướm đêm thuộc họ Geometridae.

## Các loài
- Epiphryne autocharis
- Epiphryne charidema
- Epiphryne citrinata
- Epiphryne undosata
- Epiphryne verriculata
- Epiphryne xanthaspis